# Hemicyclopora collarina
Hemicyclopora collarina är en mossdjursart som beskrevs av Canu och Lecointre 1930. Hemicyclopora collarina ingår i släktet Hemicyclopora och familjen Romancheinidae. Inga underarter finns listade i Catalogue of Life.